# Tabanus granti
Tabanus granti är en tvåvingeart som beskrevs av Toumanoff 1950. Tabanus granti ingår i släktet Tabanus och familjen bromsar.
Artens utbredningsområde är Kambodja. Inga underarter finns listade i Catalogue of Life.